# Phrygionis mollita
Phrygionis mollita là một loài bướm đêm trong họ Geometridae.